# Mysz jeziorna
Mysz jeziorna (Mus setzeri) – gatunek gryzonia z rodziny myszowatych, występujący w Afryce Południowej.
Gatunek został opisany naukowo w 1978 roku przez F. Pettera. Miejsce typowe znajduje się w Botswanie, 82 km na zachód od Mohembo, blisko granicy z Namibią.

## Występowanie
Mysz jeziorna występuje w północno-wschodniej Namibii, północno-zachodniej Botswanie, pojedynczy raport stwierdza jej obecność także w południowej części Botswany, a dwa raporty pochodzą z zachodniej Zambii. Spotykana na wysokościach około 1100 m n.p.m.

## Wymiary
Jest to mała mysz, długość jej głowy i ciała to około 61 mm, ogonem ma długość średnio 36 mm (od 31 do 48 mm). Średnia masa ciała to 6,8 g (od 5 do 9 g).

## Tryb życia
Jest to słabo znany gatunek. W Botswanie znajdowano ją na skrajach wyschłych jezior i mokradeł na suchych sawannach. W Namibii żyje także na terenach porośniętych niskimi trawami. Może być owadożerna.

## Populacja
Mysz jeziorna jest spotykana na dużym obszarze, ale nieczęsto chwytana i brakuje informacji o statusie jej populacji. Nie są jednak znane zagrożenia dla gatunku, a gryzoń ten występuje w obszarach chronionych (zamieszkuje m.in. Park Narodowy Waterberg i okolice delty Okawango). Mysz jeziorna jest przez Międzynarodową Unię Ochrony Przyrody uznawana za gatunek najmniejszej troski.